# Zentaur (Wappentier)

Zentaur im Wappen des Hauses Giedroyć

Der Zentaur und die Zentaurin (auch Hippocentaur/in genannt) stehen in der Heraldik als Wappentier eher selten in der Reihe der gemeinen Figuren. Am häufigsten finden sie sich in Wappen aus Polen und Litauen.

## Bedeutung
In der Heraldik bedeutet der Zentaur unter anderem:
- Rausch, Ekstase, Trunkenheit, Wildheit, Lüsternheit
- Jagd, Heilkunde
- Weisheit, Gerechtigkeit
- Erziehung, Didaktik

## Darstellung und Blason
In der Wappenkunde ist der Zentaur oben ein Mann (oder eine Frau), unten ein Pferd. Er kommt im Profil, aber auch widersehend, einen Pfeil vom Bogen und zwar rückwärts schießend vor. Statt des Pferdeschweifs ringelt sich häufig eine Schlange dem Zentaurgesicht zugewendet empor. Manchmal ist er beflügelt und/oder hält ein Schwert oder ähnliches in einer Hand. Der weibliche Zentaur wird auch ohne Arme und mit Zopf dargestellt. Mit Pfeil und Bogen wird die Figur in der Heraldik  Sagittarius (Schütze) genannt. Der Sagittarius war auch das Wappen des mährischen Adelsgeschlechts Nekesch von Landek.

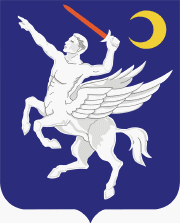
Geflügelter Zentaur mit Schwert
Schildhalter des Wappens von Den Briel
Wappen von Chimki
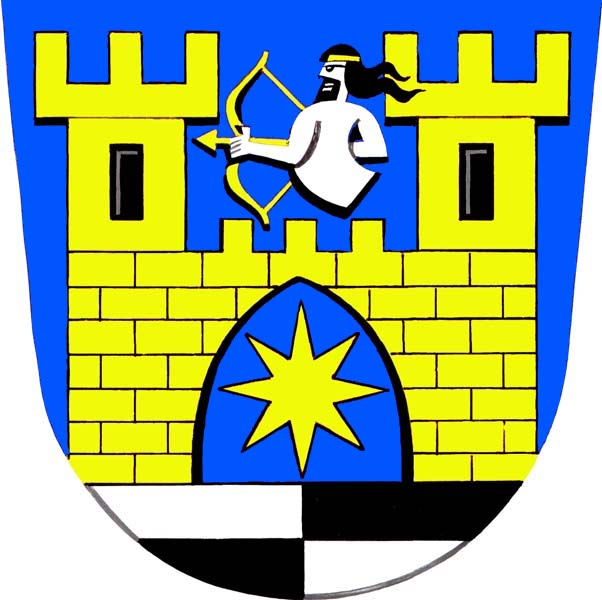
Wappen von Lukov u Zlína
Wappen von Staryya Darohi
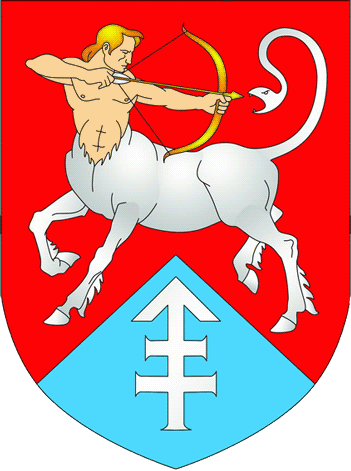
Wappen von Halszany
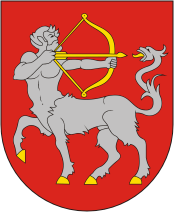
Wappen von Siesikai
Wappen von Lutomiersk
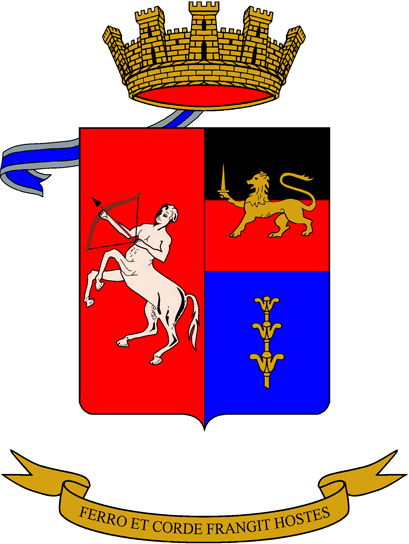
Wappen 31. Panzerregiment

## Einzelnachweis
1. ↑  Milan Buben: Heraldik. Bearbeitete Ausgabe. Albatros, Prag 1987.